# Mirko Alilović
Mirko Alilović (ur. 15 września 1985 w Ljubuški) – chorwacki piłkarz ręczny grający na pozycji bramkarza, reprezentant kraju.
W 2009 roku wywalczył srebrny medal mistrzostw Świata rozgrywanych w Chorwacji.
Dwukrotny wicemistrz Europy z 2008 r. w Norwegii i z 2010 r. z Austrii. Podczas ME w 2010 r. Chorwaci zostali pokonani w wielkim finale przez Francję 25:21.
Od sezonu 2023/24 będzie reprezentował barwy Wisła Płock.

## Osiągnięcia

### Klubowe
- 2002, 2004, 2005: mistrzostwo Bośni i Hercegowiny
- 2012, 2013, 2014, 2015, 2016, 2017: mistrzostwo Węgier
- 2012, 2013, 2014, 2015, 2016, 2017: puchar Węgier
- 2016: finalista Ligi Mistrzów

### Reprezentacyjne
- 2008: wicemistrzostwo Europy (Norwegia)
- 2009: wicemistrzostwo Świata (Chorwacja)
- 2010: wicemistrzostwo Europy (Austria)